# فرودگاه کیه‌مو
 فرودگاه کیه‌مو (به انگلیسی: Qiemo Airport) یک فرودگاه همگانی با کد یاتا IQM است که یک باند فرود آسفالت دارد و طول باند آن ۱۶۸۰ متر است. این فرودگاه در کشور چین قرار دارد و در ارتفاع ۱۲۵۲ متری از سطح دریا واقع شده است.